# Bahaïsme unitaire
Le bahaïsme unitaire est une version de la religion bahá'íe qui met l'accent sur la recherche indépendante de la Vérité — préconisée par Mirza Husayn Ali Nuri, alias Bahá’u'lláh, donc sur la liberté individuelle et la conscience personnelle au lieu de la soumission à des dirigeants et autres institutions bahá'íes. Elle est indépendante des croyants qui se sont implantés à Haïfa sous la dénomination « foi bahá'íe ». 
Historiquement, le bahaïsme unitaire débute à partir de la mort du prophète bahá'í Bahá’u'lláh, soit Mirza Husayn Ali Nuri, en 1892, lorsqu'un schisme se produisit entre deux de ses fils, jusqu'au moins en 1937, lorsque le second fils Mírzá Muhammad `Ali mourut. Aujourd'hui, le bahaïsme unitaire est ressuscité par l'Association Bahá'íe Unitaire, une organisation américaine sans but lucratif fondée en mars 2010.
Les bahá'ís unitaires considèrent le Báb et Bahá'u'lláh comme des instructeurs spirituels inspirés. Ils estiment qu'`Abdu’l-Bahá et Mirza Muhammad Ali furent les successeurs de Bahá’u'lláh. Ils jugent que la légitimité du statut de Shoghi Effendi comme Gardien de la foi bahá'íe pose question et ne reconnaissent pas l'autorité de la Maison universelle de justice sise à Haïfa en Israël.

## Bahais unitaires historiques
Le premier bahá'í unitaire fut Mírzá Muhammad `Alí, aussi connu sous le nom de Ghusn-i-Akbar (“la plus grande Branche”), le second fils de Bahá’u'lláh. Le testament de Bahá’u'lláh avait désigné `Abdu’l-Bahá, son fils le plus âgé, comme son successeur, et avait établi le statut, donc la position de Ghusn-i-Akbar, aussitôt après celle d'`Abdu’l-Bahá. Nul autre enfant de Bahá’u'lláh, ni personne d'autre, ne fut mentionné dans le testament. `Abdu’l-Bahá et Mírzá Muhammad Alí n'étaient pas d'accord sur la portée, plus ou moins significative d'autorité, que le testament de Bahá’u'lláh avait conférée à `Abdu’l-Bahá. Leur différend devint une dispute personnelle et se transforma en une guerre familiale, laquelle fut décrite de plusieurs points de vue incluant ceux d' `Abdu’l-Bahá dans son propre testament, Mírzá Muhammad Alí dans un magazine bahá'í unitaire, Shoghi Effendi (petit-fils et successeur de `Abdu’l-Bahá) dans son livre Dieu passe près de nous, et William McElwee Miller, un ministre chrétien qui écrivit un livre critique contre la foi baha'ie.
La majeure partie de la famille de Bahá’u'lláh approuvait le parti de Ghusn-i-Akbar, incluant les deux femmes toujours en vie de Bahá’u'lláh, Fatima et Gawhar, et tous leurs enfants. Cependant la fille de Bahá’u'lláh, Bahiyyih Khánum — de sa première épouse feu Ásíyih Khánum — ainsi que la vaste majorité des bahá'ís, ont préféré suivre le parti d'`Abdu’l-Bahá dans cette dispute. Ceux qui appuyèrent Mírzá Muhammad `Alí se nommèrent “unitaires” car ils mettaient l'accent sur le concept islamique de tawhid, l'Unité de Dieu et l'absolue prohibition de joindre des partenaires à Dieu  (connu comme l'unitarianisme parmi les chrétiens) . 
Ils considéraient qu'Abdu’l-Bahá n'avait pas respecté les volontés de défunt, Bahá'u'lláh, telles qu'elles figuraient dans son testament. Ils furent excommuniés et déclarés briseurs de l'Alliance par `Abdu’l-Bahá pour leur refus de lui obéir et d'accepter son interprétation de la religion.
Ibrahim George Kheiralla, un Syrien anciennement chrétien puis converti à la foi baha'ie, émigra aux États-Unis d'Amérique et y fonda la première communauté baha'ie américaine,. Au début, il fut fidèle à `Abdu’l-Bahá, mais il croyait qu'`Abdu’l-Bahá incarnait le retour du Christ, et lorsqu'`Abdu’l-Bahá comprit que cela devenait une vaste interprétation erronée des bahá'ís en Amérique, il s'efforça de corriger l'erreur, selon l'auteur bahá'í Peter Smith. Plus tard, Kheiralla changea de camp dans le conflit entre les fils de Bahá’u'lláh, et décida de soutenir Mírzá Muhammad `Alí. Il forma la Société des Behaistes, une dénomination religieuse promouvant le bahaïsme unitaire aux États-Unis d'Amérique, qui fut dirigée après son décès par Shuaullah Behai, le fils de Mírzá Muhammad Ali.
Shuaullah Behai, le fils le plus âgé, émigra aux États-Unis d'Amérique en juin 1904 à la requête de son père, Mírzá Muhammad `Alí. Il édita un magazine bahá'í unitaire intitulé "Behai Quarterly" pendant trois ans, de 1934 à 1937, en langue anglaise, lequel publiait les écrits de Ghusn-i-Akbar et de plusieurs autres bahá'ís unitaires, dont lui-même, Kheiralla, Mírzá Majdeddin (neveu et beau-fils de Bahá’u'lláh), et plusieurs autres Américains. Le bahaïsme unitaire de cette période semble avoir disparu après le décès de Ghusn-i-Akbar. Cependant il continua d'exister au moins parmi les descendants de Bahá’u'lláh à travers les femmes de la famille sainte.

## Bahais unitaires modernes
Nigar Bahai Amsalem, l'arrière-petite-fille de Bahá’u'lláh, à la fois petite-fille de  Mírzá Muhammad `Alí (Ghusn-i-Akbar) et du plus jeune fils de Bahá’u'lláh, Badiullah, apporte son soutien au bahaïsme unitaire. Elle a été interviewée en 2006 dans le documentaire israélien Baha’is In My Backyard. Elle a construit un sanctuaire au pied de la tombe de son grand-père, Mírzá Muhammad Alí. Elle s'oppose à l'institution bahá'íe basée à Haïfa.
Les bahá'ís unitaires d'aujourd'hui cherchent à revivifier l'école de pensée de Ghusn-i-Akbar, tout en reconnaissant les contributions positives d'`Abdu’l-Bahá à la religion bahá'íe. Le bahaïsme unitaire moderne met l'accent sur l'unité et la transcendance de Dieu, l'humanité et les limitations de tous les dirigeants religieux - en incluant les prophètes -, l'importance de l'acceptation et de la tolérance entre les fidèles de Bahá'u'lláh et les personnes de toutes croyances. Ils acceptent que des bahá'ís s'engagent en politique et dans des causes sociales.
Le bahaïsme unitaire moderne considère de manière tolérante et dans un esprit d'ouverture certaines catégories de personnes qui sont regardées avec suspicion, voire rejetées par la foi bahá'íe majoritaire. Celles-ci incluent les lesbiennes, les gays, les bisexuels, les personnes trans et allosexuels, en couple ou non-célibataires, les gens qui s'engagent en politique, tous les résidents d'Israël, tous les descendants de Bahá'u'lláh et les croyants dans des pays musulmans qui dissimulent leur religion et pratiquent publiquement l'islam.
Aujourd'hui plusieurs bahá'ís unitaires sont membres ou sympathisants de l'Association unitarienne universelle et participent à la vie de ses congrégations,.